# El Salto (Mendoza)
El Salto es una localidad ubicada en el distrito Potrerillos, departamento Luján de Cuyo, provincia de Mendoza, Argentina. 
Se encuentra en la quebrada del arroyo El Salto, a 5 km de la Ruta Provincial 89 que la vincula al norte con Potrerillos y al sur con Tupungato. 
Se desarrolla como una zona turística y de casas de fines de semana.
El nombre deviene de un salto de agua ubicado algunos kilómetros al oeste, al pie del glaciar Ianigla.